# Communauté de communes du Grand Roye (vor 2017)
Die Communauté de communes du Grand Roye ist ein ehemaliger französischer Gemeindeverband mit der Rechtsform einer Communauté de communes im Département Somme in der Region Hauts-de-France. Sie wurde am 27. Dezember 2011 gegründet und umfasste 28 Gemeinden. Der Verwaltungssitz befand sich im Ort Roye.

## Historische Entwicklung
Mit Wirkung vom 1. Januar 2017 fusionierte der Gemeindeverband mit der Communauté de communes du Canton de Montdidier und bildete so die Nachfolgeorganisation Communauté de communes du Grand Roye. Trotz der Namensgleichheit handelt es sich um eine Neugründung mit anderer Rechtspersönlichkeit.

## Ehemalige Mitgliedsgemeinden
1. Armancourt
2. Balâtre
3. Beuvraignes
4. Biarre
5. Carrépuis
6. Champien
7. Crémery
8. Cressy-Omencourt
9. Damery
10. Dancourt-Popincourt
11. Ercheu
12. Étalon
13. Fonches-Fonchette
14. Fresnoy-lès-Roye
15. Goyencourt
16. Gruny
17. Hattencourt
18. Herly
19. L’Échelle-Saint-Aurin
20. Laucourt
21. Liancourt-Fosse
22. Marché-Allouarde
23. Roiglise
24. Roye
25. Saint-Mard
26. Tilloloy
27. Verpillières
28. Villers-lès-Roye